# Valeriana selerorum
Valeriana selerorum är en kaprifolväxtart som beskrevs av Graebner och Loesener. Valeriana selerorum ingår i släktet vänderötter, och familjen kaprifolväxter. Inga underarter finns listade i Catalogue of Life.